# Gylippus cyprioticus
Espèce
Gylippus cyprioticus est une espèce de solifuges de la famille des Gylippidae.

## Distribution
Cette espèce est endémique de Chypre.

## Étymologie
Son nom d'espèce lui a été donné en référence au lieu de sa découverte, Chypre.

## Publication originale
- Lawrence, 1953 : A collection of African Solifugae in the British Museum (Natural History). Proceedings of the Zoological Society of London, vol. 122, no 3, p. 955–972.